# Przejście graniczne Głuchołazy-Mikulovice
Przejście graniczne Głuchołazy-Mikulovice – polsko-czeskie drogowe przejście graniczne położone w województwie opolskim, w powiecie nyskim, w gminie Głuchołazy, miejscowości Głuchołazy, zlikwidowane w 2007.

## Opis
Przejście graniczne Głuchołazy-Mikulovice w rejonie znaku granicznego nr 160/17 , z miejscem odprawy granicznej po stronie czeskiej w miejscowości Mikulovice czynne było całą dobę. Dopuszczony był ruch pieszych, rowerzystów, motocykli, samochodów osobowych, autokarów, samochodów ciężarowych o dopuszczalnej ładowności do 3,5 tony zarejestrowane w Polsce, w województwie opolskim oraz w Czechach, w powiatach: Bruntál, Šumperk, Jeseník i mały ruch graniczny. Kontrolę graniczną osób, towarów i środków transportu wykonywała Graniczna Placówka Kontrolna Straży Granicznej w Głuchołazach (GPK SG w Głuchołazach).
Do przejścia granicznego można było dojechać drogą krajową nr 40.
21 grudnia 2007 na mocy układu z Schengen przejście graniczne zostało zlikwidowane.

### Przejście graniczne z Czechosłowacją
W okresie istnienia Czechosłowackiej Republiki Socjalistycznej funkcjonowało w tym miejscu polsko-czechosłowackie drogowe przejście graniczne Głuchołazy. Czynne było codziennie przez całą dobę. Dopuszczony był ruch osobowy i towarowy, a od 28 grudnia 1985 mały ruch graniczny I kategorii. Kontrolę graniczną osób, towarów i środków transportu wykonywała Graniczna Placówka Kontrolna Głuchołazy (GPK Głuchołazy).
Tylko dla obywateli:
1. Ludowej Republiki Bułgarii
2. Czechosłowackiej Republiki Socjalistycznej
3. Niemieckiej Republiki Demokratycznej
4. Polskiej Rzeczypospolitej Ludowej
5. Socjalistycznej Republiki Rumunii
6. Węgierskiej Republiki Ludowej
7. Związku Socjalistycznych Republik Radzieckich.

## Dane statystyczne
| Przejście graniczne Głuchołazy-Mikulovice (drogowe) |         |         |             |
| Rok                                                 | osoby   | pojazdy | Źródło      |
| 1966                                                | 30000   | 1790    | [ 6 ]       |
| 1970                                                | 54000   | 5500    | [ 6 ]       |
| 1972                                                | 110000  | 15000   | [ 6 ]       |
| 1979                                                | 270000  | bd      | [ 7 ]       |
| 1980                                                | 300000  | 70000   | [ 6 ] [ 7 ] |
| 2005                                                | 684212  | 297233  | [ a ]       |
| 2006                                                | 1170987 | 331218  | [ b ]       |
| 2007 (1. półrocze)                                  | 527734  | 147437  | [ c ]       |

## Galeria

Przejście graniczne Głuchołazy-Mikulovice (drogowe)
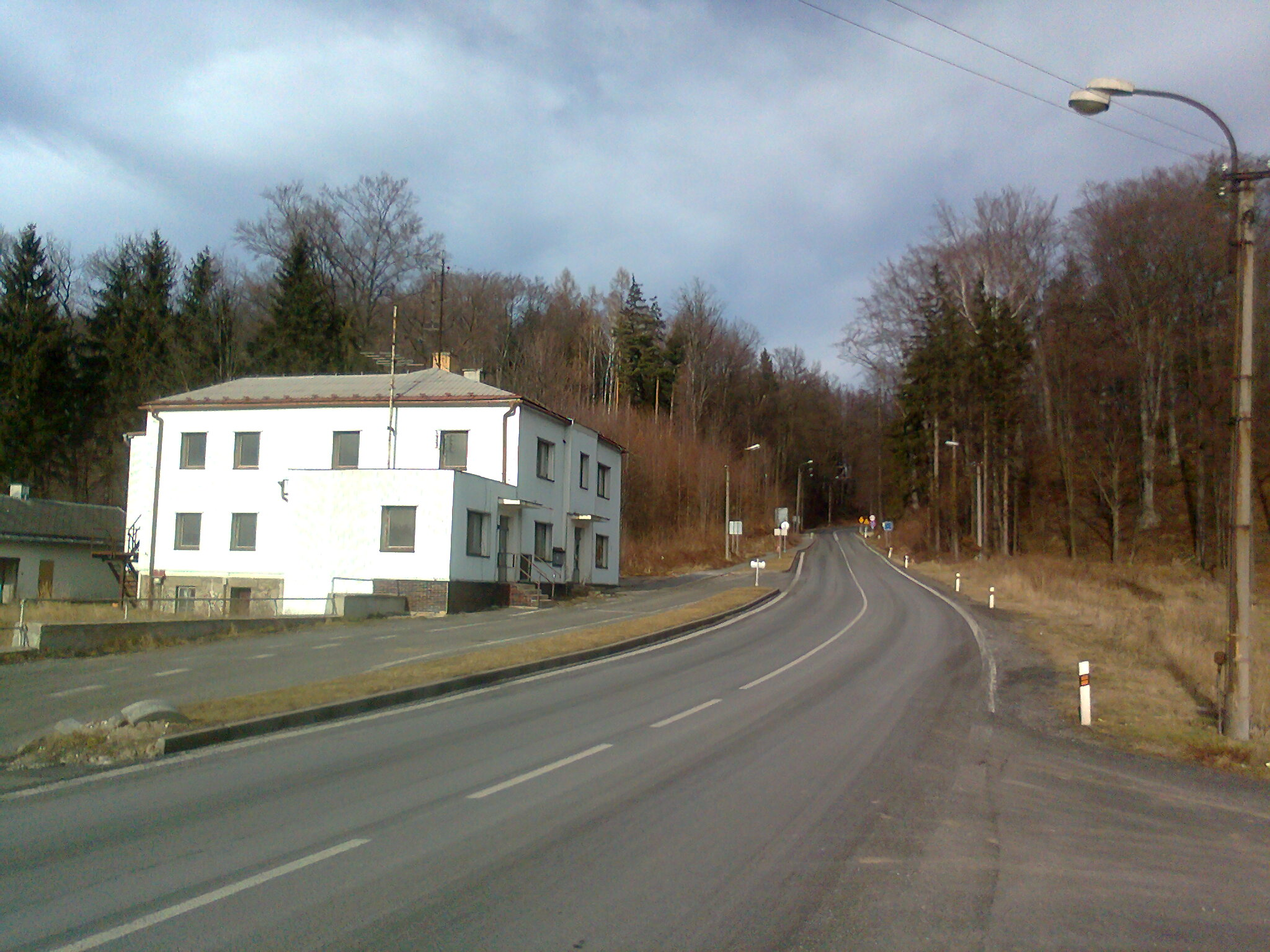
Widok od strony RCz (luty 2014)
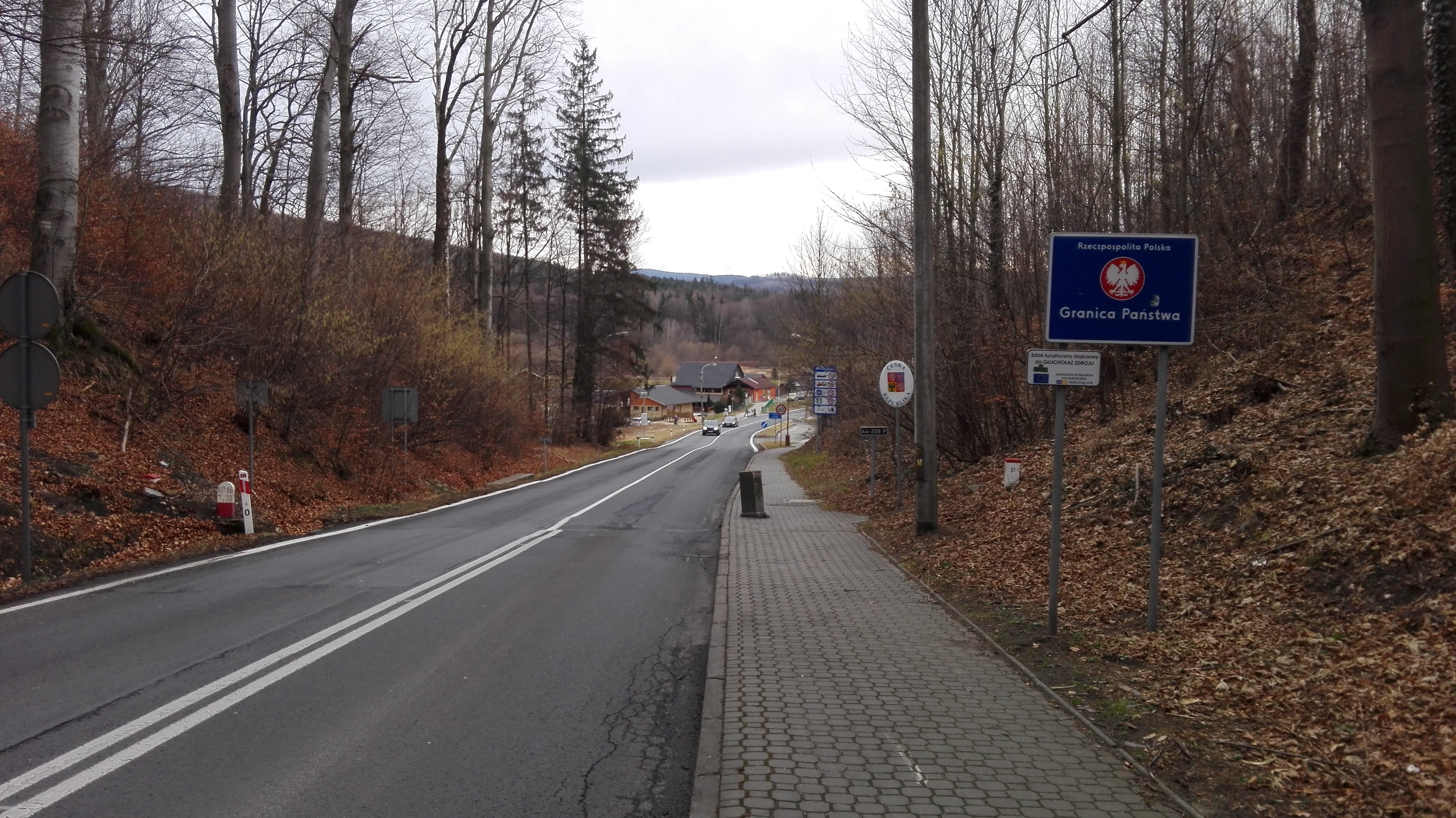
Widok od strony RP (luty 2020)

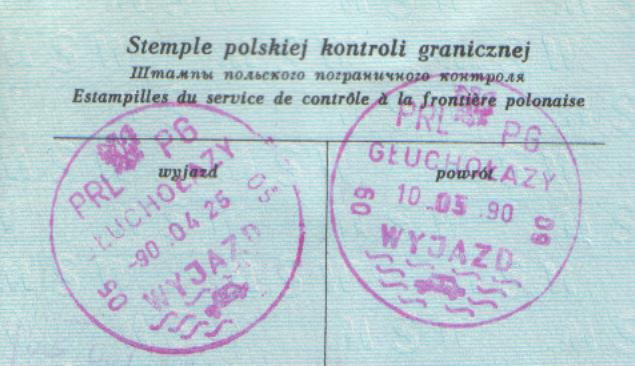
PRL, a faktycznie już RP, jeszcze nie zmieniona pieczęć w roku 1990
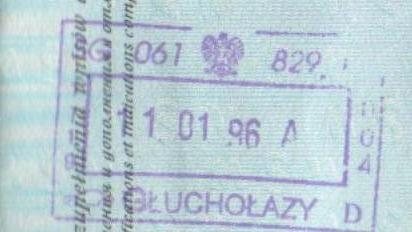
RP

Czechosłowacki Socjalistyczny/Czechosłowacki stempel kontroli granicznej
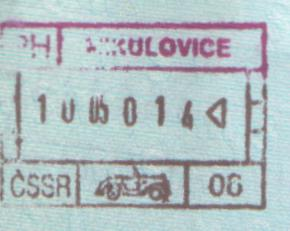
CSRS
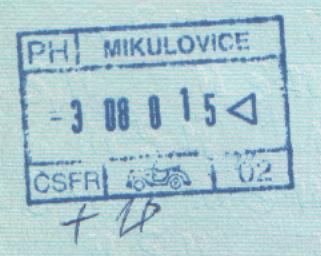
CSRF